# Parexarnis sollers
Parexarnis sollers är en fjärilsart som beskrevs av Hugo Theodor Christoph 1877. Parexarnis sollers ingår i släktet Parexarnis och familjen nattflyn. Inga underarter finns listade i Catalogue of Life.